# アトミックモンキー
株式会社アトミックモンキー（英: Atomic Monkey Co.,Ltd.）は日本の総合芸能プロダクション。アトミックモンキーインターナショナルホールディングス株式会社の完全子会社。日本声優事業社協議会会員。
東京俳優生活協同組合のマネージャーであった田村司によって2000年8月に設立された。主に声優・ナレーターのマネジメントを始め、演技の技術研究、演技技術の教育と育成をするアトミックモンキー声優・演技研究所を運営、音響制作、音楽制作などの制作事業も展開している。

## 所属声優・ナレーター

### 男性
| あ行 - 青木優磨 - 阿部純也 - 伊藤成秀 - 入江玲於奈 - 岩崎諒太 - 岩田アンジ - 岩見聖次 - 植田恭司 - 江尻拓己 - 大谷秀一郎 - 岡田雄樹 - 沖野晃司 - 小山松渉 か行 - 数井翔太朗 - 神崎瑠也 - 菊池康弘 - 木村昴 - 倉田哲朗 - 光部樹 - 小林親弘 - 近藤浩徳 | さ行 - 笹翼 - 篠田渚王也 - ジリ・ヴァンソン（声のみ預かり） - 杉岡芳樹 - 関智一 た行 - 高橋信 - 髙浪兼生 - 田中文哉 - 筒井俊作（声のみ預かり） - 津山周作 - 鳥井林太朗 な行 - 西山圭汰 | は行 - 浜田治貴 - バレッタ裕 - 比嘉良介 - 藤田琢己 - 藤波聡 - 本田裕之 ま行 - 真鍋洸己 - 三浦勝之 や行 - 山口竜之介 - 山本悠人 - 横田拓也 - 吉川幸宏 - 吉田勝哉 - 義村優 |

### 女性
| あ行 - 愛河里花子 - 青田晴葵 - 伊澄ちひろ - 井田愛里紗 - 内山由貴 - えまおゆう（業務提携） - 折笠富美子 か行 - 樫本美穂 - 加藤美佐 - 苅谷瑠衣 - 河上明日香 - 川上まり - 木舩幸歩 さ行 - 阪井あかね - 椎名桃香 - 城崎琳子 - 蘓和はるみ | た行 - 田澤利依子 - 田中由香 - 千葉泉 - 辻󠄀桃果 - 東城咲耶子 な行 - 中村美穂 - 長沢美樹 - 永田亮子 - ニケライ・ファラナーゼ は行 - 花房李彩 - 潘めぐみ - 平林瑚夏 - 廣瀬千夏 - 藤井彩加 - 古木海帆 - 星河舞 | ま行 - 前澤友子 - 町田佳優 - 松﨑菜々 - 丸山夢乃 - 水神のりこ - 美藤悠衣 - 三村すみか - 宮原永海 - 望月えり - 武藤真子 - 百瀬るう や行 - 柚井みと ら行 - リースル（声のみ預かり） |

## その他所属タレント

### 男性
- 杉岡芳樹（歌手、作曲家、ナレーション）
- 杉浦"ラフィン"誠一郎（作曲家）
- ポアロ （音楽ユニット）
  - 伊福部崇（構成作家、脚本家）
  - 鷲崎健（ラジオパーソナリティ、歌手）
- 青木佑磨（ライター、ラジオパーソナリティ、歌手）
- 小金丸大和
- Versailles（ヴィジュアル系メタルバンド）　※業務提携
  - KAMIJO（ミュージシャン）　※業務提携

### 女性
- 原千晶

## かつて所属していた主な声優・タレント

### 男性
- 朝倉崇
- 東恭平
- 天野ユウ（現所属：悟空）
- 粟津貴嗣（引退）
- 榎木淳弥（現所属：アスレーベン）
- 小野友樹（フリー）
- 粕谷大介（現所属：ケンユウオフィス）
- 川原慶久（現所属：アクロスエンタテインメント）
- 高地真吾（フリー）
- 白瀬ちゅうゐ
- 杉田智和（現所属：AGRS代表取締役）[1]
- 高野慎平
- 高野康弘
- 丹羽哲士（現所属：アスレーベン）
- 土居伸之（フリー）
- 松井謙典（フリー）
- 松元真一郎
- 峰岸佳（引退）
- 三村ロンド（現所属：アルマックスエージェンシー代表取締役）
- 谷地克文（フリー）
- 山口和也

### 女性
- 藍原ことみ（現所属：アスレーベン）
- 青木瑠璃子（現所属：アスレーベン）
- 安宅陽子（現所属：センスアップ）
- 今井由香（引退）
- 大本眞基子（フリー）
- おかなつこ
- 小倉唯（現所属：スタイルキューブ）
- かかずゆみ（現所属：青二プロダクション）
- 柏田ユウリ（現所属：アルマックスエージェンシー）
- 和優希（現所属：ステイラック）
- 神谷早矢佳（現所属：アスレーベン）
- 黒川万由美（現所属：リマックス）
- 小市眞琴（現所属：tomorrow jam）
- 佐藤有世
- 高橋洋子（現所属：ポッシブル）
- 集貝はな（現所属：アスレーベン）
- 七瀬亜深（フリー）
- 奈波果林（現所属：アスレーベン）
- 西田望見（現所属：アクセント）
- 萩原あみ
- 橋爪紋佳（現所属：テアトル・エコー）
- 花村晃子
- 林沙織（引退）
- 林智子
- 藤井京子
- 前川涼子（現所属：アスレーベン）
- 三谷綾子（現所属：トイプラ）
- 山田茉莉（現所属：アールボワ）
- 結友沙羅（ものまねタレント沙羅、現所属：ホリプロコム）[注 1]
- 吉川由弥（引退）

## 音楽事業部
アトミックモンキーレーベルでCDをリリースしている。自社のホームページでも通信販売を行っている。今までのタイトルは下の通り。
| CDタイトル                                          | アーティスト         | 発売日         | 品番      | 備考 |
| --------------------------------------------------- | -------------------- | -------------- | --------- | ---- |
| R*L Radio theater〜8畳より愛をこめて〜1             | R*L                  | 2008年4月25日  | AMET-0001 |      |
| R*L Radio theater〜8畳より愛をこめて〜2             | R*L                  | 2008年5月30日  | AMET-0002 |      |
| Silly Walker                                        | 鷲崎健               | 2008年12月5日  | AMET-0003 |      |
| LOVARIOUS                                           | 関智一               | 2008年12月19日 | AMET-0004 |      |
| NO NEGATIVE,NO LIFE.                                | ポアロ(POARO)        | 2009年2月25日  | AMET-0005 |      |
| Singer Song Liar                                    | 鷲崎健               | 2010年5月12日  | AMET-0006 |      |
| 「I Love You」のある世界                            | 鷲崎健               | 2012年5月23日  | AMET-0007 |      |
| Wing Wanderer                                       | 高橋洋子             | 2012年10月31日 | AMET-0008 |      |
| Thank You My Heroes!!                               | 関智一               | 2012年12月19日 | AMET-0009 |      |
| こどもとの暮らしを楽しむ言葉をちりばめた 昔話とお歌 |                      | 2012年12月19日 | AMET-0010 |      |
| Half of One/POAROにRAM RIDER                        | POARO                | 2013年1月16日  | AMET-0011 |      |
| 宇宙の唄                                            | 高橋洋子             | 2013年8月8日   | TYFM-0001 |      |
| あったか たのしい 世界の童話                        | 愛河里花子，山寺宏一 | 2013年12月12日 | AMET-0012 |      |
| せきとこにし                                        | せきとこにし         | 2014年4月16日  | AMET-0013 |      |
| せきとこにし2                                       | せきとこにし         | 2014年9月18日  | AMET-0014 |      |
| ミソプレ                                            | 小野友樹             | 2015年7月29日  | AMET-0015 |      |
| What a Pastaful World                               | 鷲崎健               | 2015年10月26日 | AMET-0016 |      |

## アトミックモンキー声優・演技研究所
2006年4月に開校された声優養成所。養成期間は2年間。ただし2年に進級するためには進級審査に合格する必要がある。年間で6回行われるプロダクション審査で優秀と認められると事務所に採用される。

### 主な出身者
- 1期：石川奈緒、小野友樹、加藤美和、河野ハルカ、近藤浩徳、佐藤有世、杉崎聡美、高野慎平、高野康弘、千葉泉、土居伸之、田中由香、中村ひと美、野月まさみ、秦千裕、原朋子、原英士、松井謙典、安宅陽子
- 2期：市川賢一、内山由貴、岡本光右、加藤美佐、香西久美、竹内哲平、豊泉克矢、永澤明子、平山小恵、吉田勝哉
- 3期：石川雅世、石原奈美、榎木淳弥、豊島武人、廣瀬直也、藤波聡、花村晃子、林沙織、藤井京子、前澤友子、峰岸佳、間藤絢子、山口和也、柳よしひこ
- 4期：粟津貴嗣、何直美、加藤杏奈、武藤真子、谷地克文
- 5期：三浦勝之、高橋信、岩崎諒太、岡田昌子
- 6期：潘めぐみ、田中文哉、樫本美穂
- 7期：小市眞琴、藍原ことみ、光部樹
- 8期：田村清准、萩原あみ、比嘉良介
- 9期：植田恭司、苅谷瑠衣、河上明日香
- 10期：井田愛里紗、数井翔太朗、木舩幸歩、佐々木拓也、蘓和治美、山口竜之介
- 11期：稲本千尋、藤井彩加、町田佳優、真鍋洸己
- 12期：集貝はな、明賀義嗣